# Inno della Brigata Sassari
L'Inno della Brigata Sassari, altrimenti noto come Dimonios (Diavoli), è una marcia militare italiana, cantata in lingua sarda nella sua variante logudorese, per la Brigata Meccanizzata "Sassari".
Il testo è stato scritto nel 1994 dal capitano Luciano Sechi, del 45º Reggimento "Reggio", così come la musica, poi armonizzata e arrangiata dalla banda della Brigata Sassari.
Nel 2004 è stato pubblicato nel CD Dimonios (Tronos Digital, Tr 02/04)